# (3793) Леонтей
(3793) Леонтей (лат. Leonteus, др.-греч. Λεωντεύς) — типичный троянский астероид Юпитера, движущийся в точке Лагранжа L4, в 60° впереди планеты. Астероид был открыт 11 октября 1985 года американским астрономом Кэролин Шумейкер в Паломарской обсерватории и назван в честь одного из героев Троянской войны.

Орбита астероида Леонтей и его положение в Солнечной системе
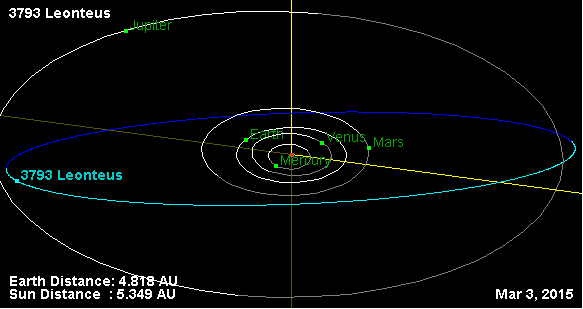
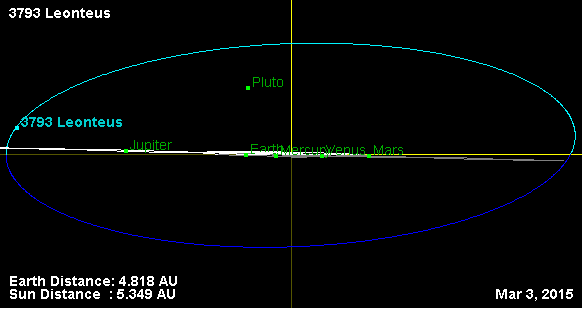

Фотометрические наблюдения, проведённые в 1994 году, позволили получить кривые блеска этого тела, из которых следовало, что период вращения астероида вокруг своей оси равняется 5,6225 ± 0,0005 часам, с изменением блеска по мере вращения 0,24 ± 0,01 m.